# 2024年阿塞拜疆总统选举
2024年2月7日，阿塞拜疆举行总统选举。选举原计划于2025年10月举行，但阿塞拜疆总统伊利哈姆·阿利耶夫在2023年纳戈尔诺-卡拉巴赫攻势获胜后呼吁于2023年12月提前举行选举。这次攻势导致了亚美尼亚人领导的分离主义国家阿尔扎赫共和国在2024年亡国，阿塞拜疆完全控制了争议地区纳戈尔诺-卡拉巴赫。由于军事行动的成功，这次选举被非正式地称为“胜利选举”。这是阿塞拜疆史上第三次提前选举，也是第一次在冬季举行的选举。
此次选举是在阿塞拜疆反对派和独立媒体受到压制的专制背景下进行的。两个主要反对党阿塞拜疆平等党和阿塞拜疆人民阵线党宣布不会推举候选人参加选举，并敦促选民留在家中，理由是选举不民主。参与选举的几位候选人此前曾公开赞扬阿利耶夫。

## 结果
2024年2月7日午夜，中央选举委员会主席马扎希尔·帕纳霍夫宣布了初步选举结果。
| 候选人          | 候选人                | 政党                 | 票数      | %      |
| --------------- | --------------------- | -------------------- | --------- | ------ |
|                 | 伊利哈姆·阿利耶夫     | 新阿塞拜疆党         | 4,577,693 | 92.12  |
|                 | 扎希德·奥鲁奇         | 獨立                 | 107,877   | 2.17   |
|                 | 法兹尔·穆斯塔法       | 偉大秩序黨           | 98,623    | 1.98   |
|                 | 库德雷特·哈桑古里耶夫 | 大阿塞拜疆人民阵线党 | 85,607    | 1.72   |
|                 | 拉济·努鲁拉耶夫       | 民族阵线党           | 39,727    | 0.80   |
|                 | 艾尔沙德·穆萨耶夫     | 大阿塞拜疆党         | 32,956    | 0.66   |
|                 | 福阿德·阿利耶夫       | 獨立                 | 26,561    | 0.53   |
| 总共            | 总共                  | 总共                 | 4,969,044 | 100.00 |
|                 |                       |                      |           |        |
| 资料来源：Turan |                       |                      |           |        |